# Tjautjas/Cavccas
Tjautjas/Cavccas – miejscowość (tätort) w Szwecji, w regionie administracyjnym (län) Norrbotten, w gminie Gällivare.
Według danych Szwedzkiego Urzędu Statystycznego liczba ludności wyniosła: 242 (31 grudnia 2015), 258 (31 grudnia 2018) i 254 (31 grudnia 2019).